# Mezőbottyán
Mezőbottyán (Botean) település Romániában, a Partiumban, Bihar megyében.

## Fekvése
Nagyváradtól keletre, a Sebes-Körös völgyének elején, a Réz-hegység alatt fekvő település.

## Története
Mezőbottyán, Bottyán Árpád-kori település. Nevét már 1257-ben említette oklevél, mint a Csanád nemzetség birtokát.
1360-ban a falut Thelegdy Tamás kalocsai érsek és rokonai három részre osztották fel maguk közt.
1366-ban a pápai tizedjegyzékben már a mai nevén Botthyan, Bathyan néven jegyezték fel.
A báró Wesselényi család Kolozsváron levő levéltárában egy 1372-ben kelt oklevél szerint Nagy Lajos király megsemmisítette az egri káptalannak kiadott levelét; e levél értelmében az egri káptalan az Adorján királyi várhoz és Thelegdy Miklós fiainak, Gergelynek és Miklósnak birtokaihoz, Bottyánhoz és Jenőhöz tartozó erdőket a váradi egyház birtokának állította, holott nem voltak azok.
A település birtokosai a 19. század első felében a telegdi közbirtokosok voltak, a 20. század elején pedig Thelegdy József országgyűlési képviselőnek volt itt nagyobb birtoka.
1851-ben Fényes Elek írta a településről:
... 250 óhitű lakossal, s anyatemplommal, erdős-hegyes sovány határral, 5 egész urbéri telekkel. Birják Haller és Kornis grófok.
1910-ben 514 lakosából 5 magyar, 509 román volt. Ebből 508 görögkeleti ortodox volt.
A trianoni békeszerződés előtt Bihar vármegye Központi járásához tartozott.

## Galéria

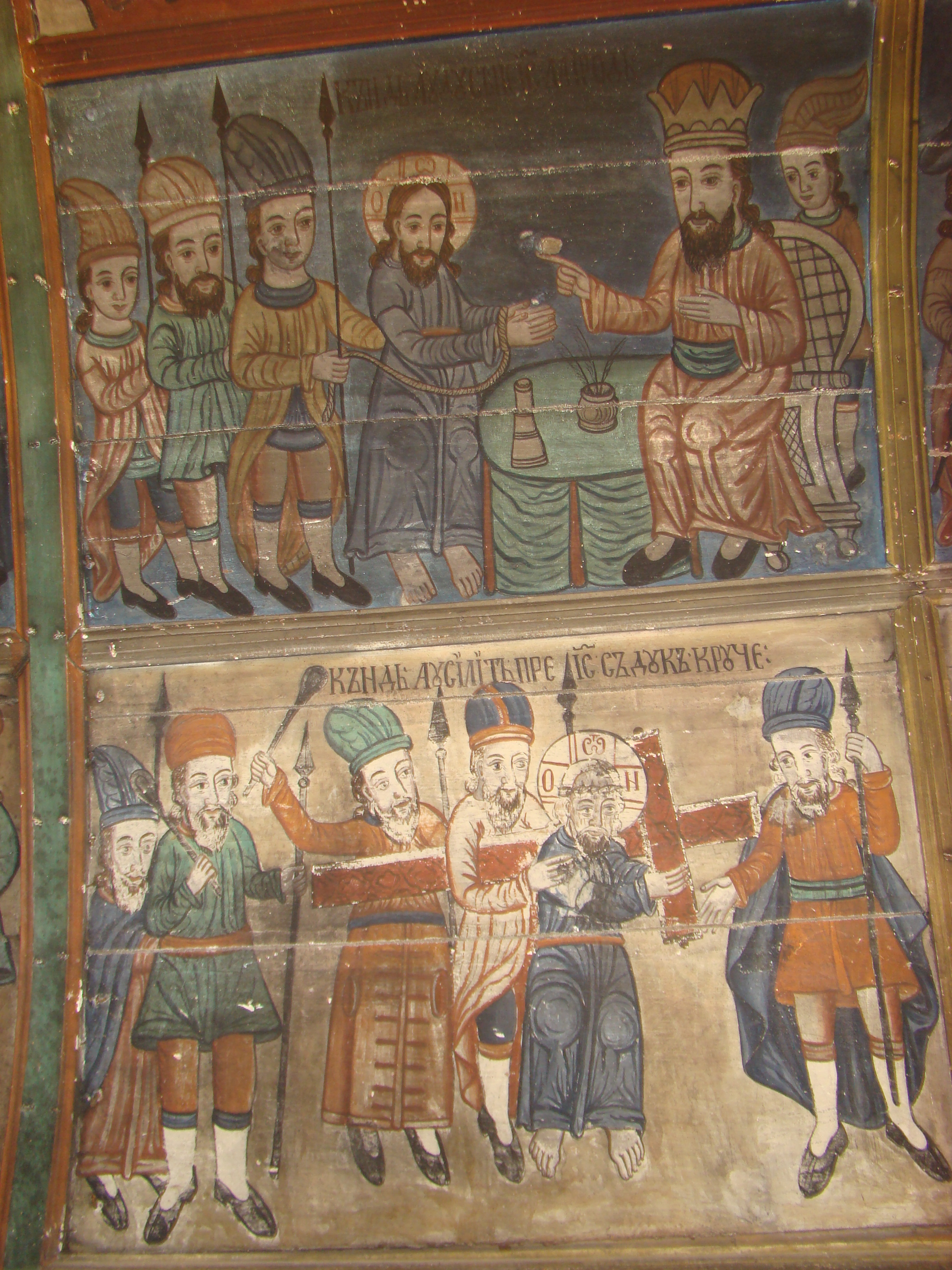
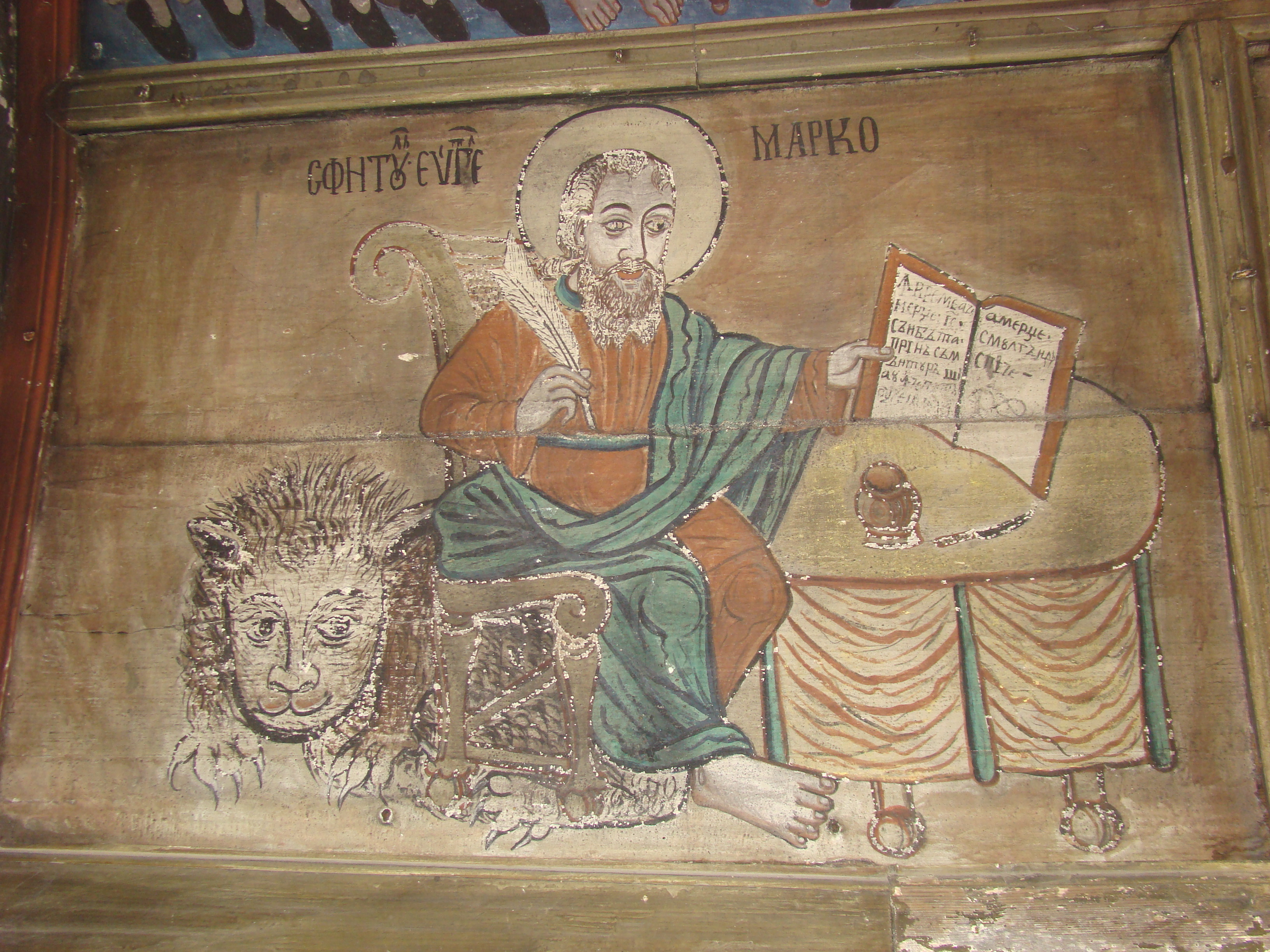
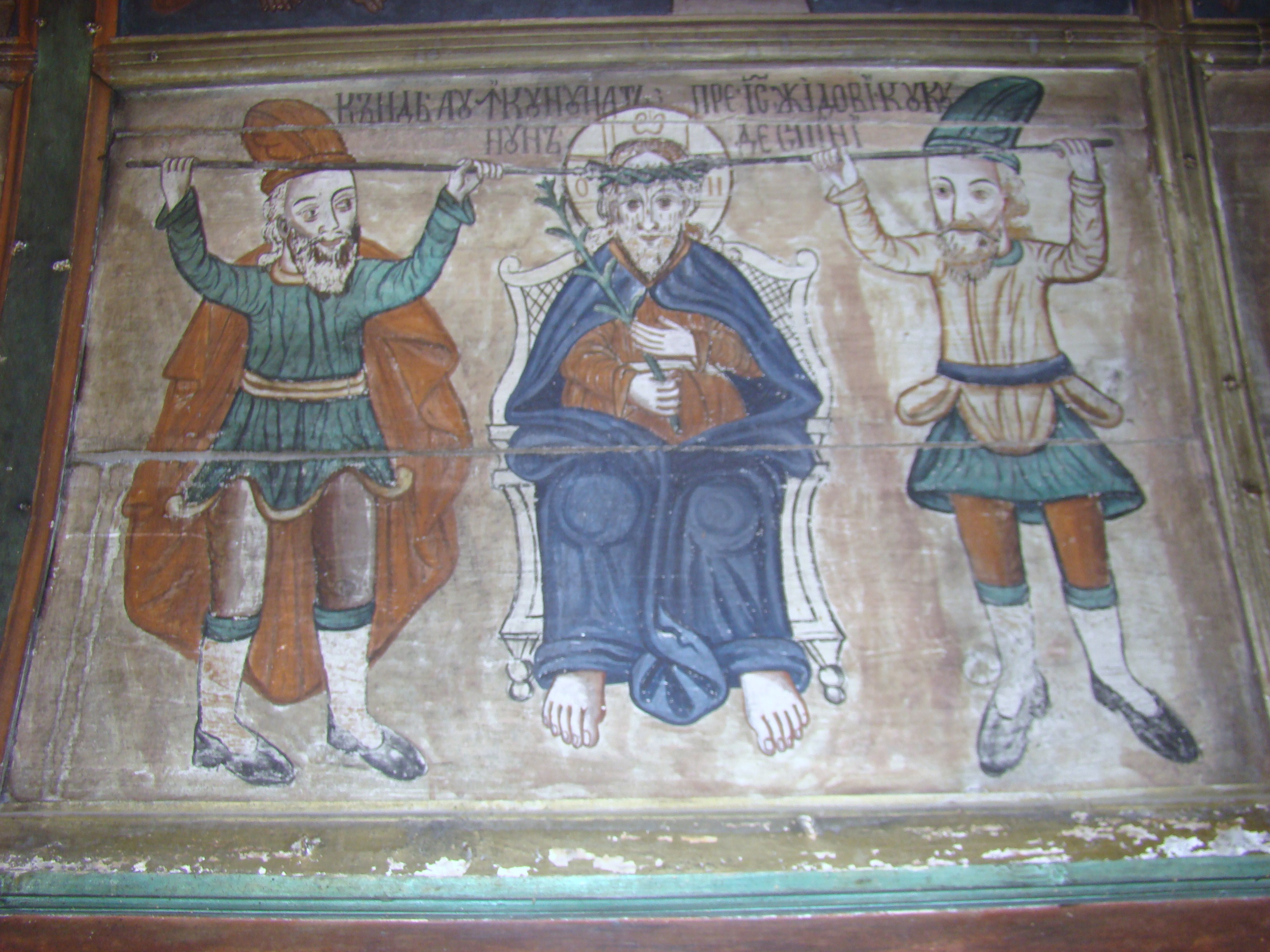
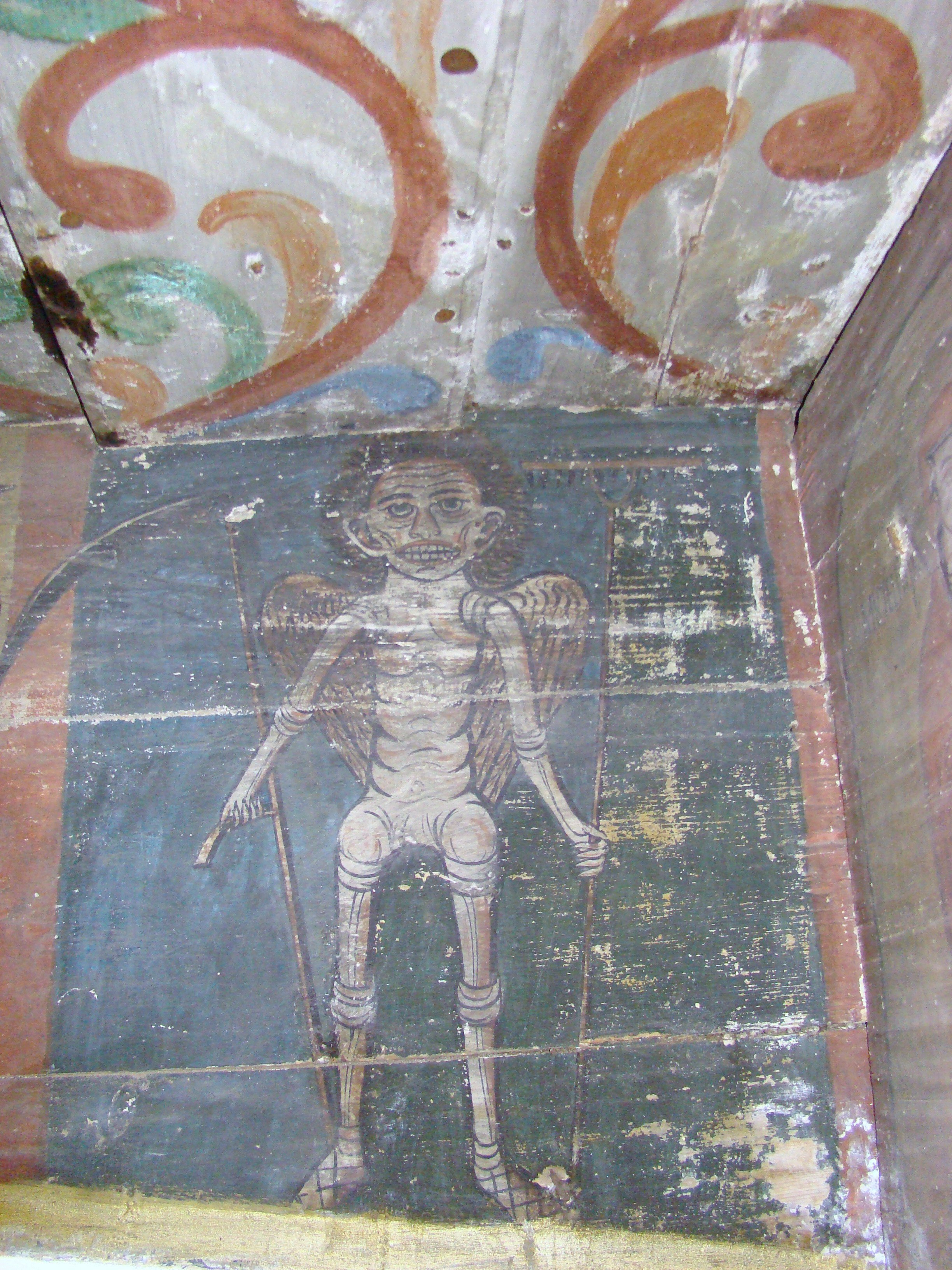

## Nevezetesség
- 18. századi ortodox fatemplom[2]